# Popis hrvatskih veleposlanika u Nigeriji
Republika Hrvatska i Savezna Republika Nigerija održavaju diplomatske odnose od 7. siječnja 1993. Sjedište veleposlanstva je u Londonu.

## Veleposlanici
Hrvatska nema rezidentno veleposlanstvo u Nigeriji. Veleposlanstvo Republike Hrvatske u Ujedinjenoj Kraljevini Velike Britanije i Sjeverne Irske pokriva Republike Ganu, Gambiju, Liberiju, Sijera Leone i Saveznu Republiku Nigeriju.
| Veleposlanik | Postavljenje       | Opoziv          | Sjedište |
| ------------ | ------------------ | --------------- | -------- |
| Ivica Tomić  | 31. kolovoza 2009. | 15. rujna 2012. | London   |
| Igor Pokaz   | 1. prosinca 2017.  |                 | London   |

## Vanjske poveznice
- Nigerija na stranici MVEP-a